# 정종수 (야구인)
정종수(鄭鍾秀, 1980년 5월 8일 ~ )는 전 KBO 리그의 포수이며, 현 KBO 리그 심판위원이다.

## 출신학교
- 서울도신초등학교 (1993년 졸업)
- 선린중학교 (1996년 졸업)
- 선린정보산업고등학교 (1999년 졸업)
- 한양대학교 (1999학번-2003년 졸업)